# کاوه ایمانی
کاوه ایمانی (زاده ۱۳ آذر ۱۳۴۹ - تهران) تدوین‌گر سینمای اهل ایران است.

## تدوین

### سینما
- خرچنگ (۱۴۰۲)
- قلهک (۱۴۰۱)
- تک‌خال (۱۳۹۹)
- مرده خور (۱۳۹۸)
- پاستاریونی (۱۳۹۷)
- تصویرم در آیینه نیست (۱۳۹۷)
- دو کیلومتر به کردان (۱۳۹۷)
- اولین امضا برای رعنا (۱۳۹۶)
- سایبان (۱۳۹۶)
- آن‌ها (۱۳۹۵)
- پرسه در حوالی من (۱۳۹۵)
- سه بیگانه در سرزمین ناشناخته (۱۳۹۳)
- سلام پدربزرگ (۱۳۹۳)
- اسب سفید پادشاه (۱۳۹۳)
- فرار از قلعه رودخان (۱۳۹۳)
- چهار باندی (۱۳۹۱)
- دل بی‌قرار (۱۳۹۱)
- ساکن خانه چوبی (۱۳۹۱)
- گشت ارشاد (۱۳۹۰)
- محرمانه تهران (۱۳۹۰)
- مرادو (۱۳۹۰)
- یکی برای همه (۱۳۸۹)
- شبکه (۱۳۸۹)
- علفزار (۱۳۸۹)
- آخرین سرقت (۱۳۸۹)
- کنسرت روی آب (۱۳۸۹)
- پرستوهای عاشق (۱۳۸۸)
- پرنده باز (۱۳۸۸)
- چراغ قرمز (۱۳۸۸)
- لج و لجبازی (۱۳۸۸)
- همبازی (۱۳۸۸)
- مسیر عشق (۱۳۸۷)
- چهلمین در (۱۳۸۶)
- موش (۱۳۸۶)
- تلافی (۱۳۸۶)
- توفیق اجباری (۱۳۸۶)
- تولدی دیگر (۱۳۸۶)
- رفیق بد (۱۳۸۶)
- چشمک (۱۳۸۶)
- بی وفا (۱۳۸۵)
- چهار انگشتی (۱۳۸۵)
- روز سوم (۱۳۸۵)
- بازی خطرناک (۱۳۸۵)
- گیس بریده (۱۳۸۴)
- اگه می تونی منو بگیر (۱۳۸۴)
- یک بوس کوچولو (۱۳۸۴)
- چند می‌گیری گریه کنی (۱۳۸۴)
- شب بخیر فرمانده (۱۳۸۴)
- مجردها (۱۳۸۳)
- غروب شد بیا (۱۳۸۳)
- تارا و تب توت فرنگی (۱۳۸۲)
- کما (۱۳۸۲)
- کلاه قرمزی و سروناز (۱۳۸۱)
- دختر ایرونی (۱۳۸۱)
- دخیل (۱۳۸۰)
- شب‌های تهران (۱۳۷۹)
- از کنار هم می‌گذریم (۱۳۷۹)

### مجموعه تلویزیونی
- کارگاه علوی ۲ (حسن هدایت) (۱۳۸۷)
- هفت سنگ (علیرضا بذرافشان) (۱۳۹۳)
- بر سر دوراهی (بهرنگ توفیقی) (۱۳۹۷)